# Volkswagen Typ 82
Volkswagen Typ 82 (Kübelwagen) — германский автомобиль повышенной проходимости военного назначения, выпускавшийся с 1939 по 1945 год, самый массовый автомобиль Германии времён Второй мировой войны.

## История
Прототип армейского автомобиля, максимально унифицированный по механической начинке с гражданской моделью KdF-Wagen, был разработан на заводе Volkswagen в 1938 году (первый прототип был сконструирован Ф. Порше ещё в 1936 г.) и получил обозначение KdF Typ 62 или VW Typ 62. В том же году были собраны первые 30 автомобилей. После испытаний и доработок прототип получил новое обозначение KdF Typ 82 или VW Typ 82. В серийное производство пошёл с ноября 1940 года, в вермахте был стандартизирован как Kfz.1 (нем. Kraftfahrzeug — «автомобиль»).
Автомобиль отличался от гражданской модели специальным облегченным открытым 4-дверным кузовом с плоскими панелями, задними колёсными редукторами, межколёсным самоблокирующимся дифференциалом, увеличенным до 290 мм клиренсом, 16-дюймовыми колёсами (в версии для африканской пустыни — с большей шириной протектора).
Кузов был собран из тонких жестяных, продольно усиленных листов, имел складное лобовое стекло и брезентовую откидную крышу. Названием Kübelwagen или Kübelsitzwagen обозначались не только Typ 82. Это общее название для армейских автомобилей открытого типа, на начальном этапе при проектировании которых, из-за необходимости как можно больше облегчить и упростить конструкцию, отказывались от дверей или заменяли их, как и крышу, на брезентовые, сиденья же, для большей безопасности, устанавливали глубокие — «лоханки» (Kübelsitz).
Typ 82 использовались во всех войсках Германии до окончания Второй мировой войны для перевозки личного состава, подвоза боеприпасов и топлива, эвакуации раненых и в качестве передвижной мастерской. На базе Typ 82 было создано более 30 модификаций многоцелевых автомобилей.
На VW Type 82 устанавливался четырёхцилиндровый оппозитный карбюраторный двигатель мощностью 23,5 л. с. В марте 1943 года на «кюбельваген» начали устанавливать 25-сильный двигатель рабочим объёмом 1130 см³. Всего до лета 1945 года было выпущено 50 435 «кюбелей», что сделало Kfz.1 и его модификации самыми массовыми лёгкими автомобилями в вермахте и войсках СС. На заднеприводном шасси типа «82» в 1943—1945 годах выпускали также штабной автомобиль Typ 82E и автомобиль для войск СС Typ 92SS с закрытым кузовом от довоенного KdF-38 (всего произведено 667 ед. обеих моделей вместе взятых). Кроме того, выпускался полноприводный штабной автомобиль VW Typ 87 (в 1942—1944 годах произведено 564 ед.) с трансмиссией от массовой армейской амфибии VW Typ 166 (Schwimmwagen) (в 1942—1944 годах произведено 14283 ед.)
Принадлежность германских военных автомобилей определялась по буквам на номерном знаке машин. Так, буквы WH обозначали принадлежность к вермахту, WL — к люфтваффе, WM — к кригсмарине, а ОТ — к Организации Тодта, рунические молнии — к СС.